# Kategoria Superiore 2014/15
Die Kategoria Superiore 2014/15 war die 76. Spielzeit der höchsten albanischen Spielklasse im Männerfußball. Sie begann am 23. August 2014 und endete am 22. Mai 2015. KF Skënderbeu Korça entschied in der drittletzten Runde die Meisterschaft zum fünften Mal in Folge für sich.
Die Liga wurde zu dieser Saison von zwölf auf zehn Mannschaften verkleinert. Zwischen den Teams wurden nun jeweils vier statt drei Partien ausgetragen, sodass jede Mannschaft am Saisonende 36 Spiele gespielt hatte.
Titelverteidiger war KF Skënderbeu Korça. Aufsteiger waren KF Apolonia Fier und KF Elbasani.

## Vereine
| Verein              | Logo                  | Stadt   | Stadion                 |
| ------------------- | --------------------- | ------- | ----------------------- |
| KS Teuta Durrës     | Logo Teuta Durrës     | Durrës  | Niko-Dovana-Stadion     |
| KF Elbasani         | Logo KF Elbasani      | Elbasan | Elbasan Arena           |
| KF Apolonia Fier    | Logo Apolonia Fier    | Fier    | Loni-Papuçiu-Stadion    |
| KF Skënderbeu Korça | Logo Skënderbeu Korça | Korça   | Skënderbeu-Stadion      |
| FK Kukësi           | Logo Kukësi           | Kukës   | Zeqir-Ymeri-Stadion     |
| KF Laçi             | Logo Laçi             | Laç     | Laç-Stadion             |
| KS Vllaznia Shkodra | Logo Vllaznia Shkoder | Shkodra | Loro-Boriçi-Stadion     |
| KF Tirana           | Logo Tirana           | Tirana  | Selman-Stërmasi-Stadion |
| FK Partizani Tirana | Logo Partizani Tirana | Tirana  | Selman-Stërmasi-Stadion |
| KS Flamurtari Vlora | Logo Flamurtari Vlora | Vlora   | Flamurtari-Stadion      |

## Abschlusstabelle
| Pl. | Verein                  | Sp. | S  | U | N  | Tore    | Diff. | Punkte |
| --- | ----------------------- | --- | -- | - | -- | ------- | ----- | ------ |
| 1.  | KF Skënderbeu Korça (M) | 36  | 24 | 7 | 5  | 058:180 | +40   | 79     |
| 2.  | FK Kukësi               | 36  | 23 | 6 | 7  | 059:260 | +33   | 75     |
| 3.  | FK Partizani Tirana     | 36  | 22 | 7 | 7  | 042:240 | +18   | 73     |
| 4.  | KF Tirana               | 36  | 21 | 8 | 7  | 047:270 | +20   | 71     |
| 5.  | KF Laçi                 | 36  | 20 | 9 | 7  | 046:190 | +27   | 69     |
| 6.  | KS Flamurtari Vlora (P) | 36  | 10 | 8 | 18 | 028:370 | −9    | 38     |
| 7.  | KS Vllaznia Shkodra 1   | 36  | 11 | 5 | 20 | 027:410 | −14   | 35     |
| 8.  | KS Teuta Durrës         | 36  | 9  | 2 | 25 | 031:540 | −23   | 29     |
| 9.  | KF Apolonia Fier (N)    | 36  | 7  | 4 | 25 | 019:560 | −37   | 25     |
| 10. | KF Elbasani (N)         | 36  | 4  | 2 | 30 | 019:740 | −55   | 14     |

Platzierungskriterien: 1. Punkte – 2. Direkter Vergleich (Punkte, Tordifferenz, geschossene Tore) – 3. Tordifferenz – 4. geschossene Tore

| (M) | amtierender albanischer Meister     |
| (P) | amtierender albanischer Pokalsieger |
| (N) | Neuaufsteiger                       |

## Kreuztabelle
| Spieltage 1–18      | KS Teuta Durrës | KF Elbasani | Apolonia Fier | KF Skënderbeu Korça | FK Kukësi | KF Laçi | KS Vllaznia Shkoder | KF Tirana | FK Partizani Tirana | KS Flamurtari Vlora |
| ------------------- | --------------- | ----------- | ------------- | ------------------- | --------- | ------- | ------------------- | --------- | ------------------- | ------------------- |
| KS Teuta Durrës     |                 | 0:2         | 1:0           | 2:0                 | 0:3       | 0:0     | 0:1                 | 0:1       | 0:1                 | 1:0                 |
| KF Elbasani         | 1:5             |             | 2:0           | 0:1                 | 0:2       | 0:2     | 1:4                 | 2:3       | 0:1                 | 0:2                 |
| KF Apolonia Fier    | 1:0             | 0:1         |               | 0:0                 | 0:1       | 0:2     | 0:1                 | 0:3       | 1:0                 | 1:1                 |
| KF Skënderbeu Korça | 3:2             | 1:0         | 6:0           |                     | 2:0       | 2:0     | 3:0                 | 0:0       | 3:0                 | 1:0                 |
| FK Kukësi           | 1:0             | 3:0         | 0:0           | 1:0                 |           | 1:0     | 2:1                 | 1:0       | 0:1                 | 2:0                 |
| KF Laçi             | 3:0             | 1:0         | 3:1           | 0:2                 | 0:0       |         | 3:0                 | 2:0       | 1:1                 | 1:1                 |
| KS Vllaznia Shkodra | 1:2             | 1:0         | 2:0           | 0:1                 | 1:2       | 1:0     |                     | 1:1       | 0:1                 | 1:0                 |
| KF Tirana           | 4:2             | 2:1         | 3:0           | 2:0                 | 3:1       | 0:0     | 1:0                 |           | 0:0                 | 1:0                 |
| FK Partizani Tirana | 2:0             | 1:0         | 1:0           | 1:0                 | 2:0       | 2:0     | 0:1                 | 2:0       |                     | 0:0                 |
| KS Flamurtari Vlora | 2:1             | 2:0         | 3:0           | 1:1                 | 0:1       | 1:1     | 0:0                 | 0:0       | 1:0                 |                     |

| Spieltage 19–36     | KS Teuta Durrës | KF Elbasani | Apolonia Fier | KF Skënderbeu Korça | FK Kukësi | KF Laçi | KS Vllaznia Shkoder | KF Tirana | FK Partizani Tirana | KS Flamurtari Vlora |
| ------------------- | --------------- | ----------- | ------------- | ------------------- | --------- | ------- | ------------------- | --------- | ------------------- | ------------------- |
| KS Teuta Durrës     |                 | 1:0         | 1:0           | 0:1                 | 2:3       | 1:3     | 2:1                 | 0:0       | 0:1                 | 1:0                 |
| KF Elbasani         | 1:0             |             | 0:1           | 1:4                 | 0:4       | 0:2     | 1:1                 | 1:3       | 0:3                 | 0:1                 |
| KF Apolonia Fier    | 2:1             | 4:1         |               | 0:1                 | 2:2       | 1:4     | 2:0                 | 0:2       | 0:2                 | 3:1                 |
| KF Skënderbeu Korça | 4:2             | 5:1         | 1:0           |                     | 1:1       | 0:0     | 3:1                 | 1:0       | 5:2                 | 2:0                 |
| FK Kukësi           | 5:2             | 3:0         | 2:1           | 0:1                 |           | 0:0     | 1:0                 | 4:1       | 3:0                 | 4:0                 |
| KF Laçi             | 1:0             | 2:0         | 2:0           | 1:0                 | 2:1       |         | 1:0                 | 3:0       | 1:1                 | 2:1                 |
| KS Vllaznia Shkodra | 1:0             | 1:1         | 2:0           | 0:2                 | 1:2       | 0:1     |                     | 0:1       | 1:0                 | 1:1                 |
| KF Tirana           | 1:0             | 2:0         | 2:0           | 0:0                 | 2:0       | 1:0     | 2:1                 |           | 1:2                 | 1:0                 |
| FK Partizani Tirana | 2:1             | 4:1         | 1:0           | 0:0                 | 1:1       | 1:0     | 1:0                 | 2:2       |                     | 2:1                 |
| KS Flamurtari Vlora | 2:1             | 2:1         | 1:0           | 0:1                 | 0:2       | 0:1     | 3:0                 | 1:2       | 0:1                 |                     |

## Torschützenliste
| Pl.      | Name               | Team                | Tore |
| -------- | ------------------ | ------------------- | ---- |
| 01.      | Pero Pejić         | FK Kukësi           | 31   |
| 02.      | Stevan Račić       | FK Partizani Tirana | 14   |
| 03.      | Elis Bakaj         | KF Tirana           | 13   |
| 04.      | Segun Adeniyi      | KF Laçi             | 11   |
| 05.      | Selemani Ndikumana | KF Tirana           | 09   |
| 06.      | Marko Ćetković     | KF Laçi             | 08   |
| 06.      | Mentor Mazrekaj    | FK Partizani Tirana | 08   |
| 08.      | Dhiego Martins     | KF Skënderbeu Korça | 07   |
| 08.      | Agim Meto          | KF Laçi             | 07   |
| 08.      | Sebastián Sosa     | KS Vllaznia Shkodra | 07   |
| Endstand |                    |                     |      |